# Lidia Barbieri Sacconaghi
Lidia Barbieri Sacconaghi (Milano, 1º gennaio 1945 – Milano, 11 aprile 2002) è stata una sciatrice alpina italiana.

## Biografia
Sciatrice polivalente, Lidia Barbieri Sacconaghi debuttò in campo internazionale in occasione delle SDS-Rennen 1962 (Grindelwald, 9-12 gennaio), dove si classificò 42ª nella discesa libera; ai Giochi olimpici di Innsbruck 1964 (29 gennaio-9 febbraio), sua unica presenza olimpica e iridata, si piazzò 25ª nella discesa libera, 28ª nello slalom gigante, 22ª nello slalom speciale e 14ª nella combinata, disputata in sede olimpica ma valida solo ai fini dei Mondiali 1964. Le sue ultime gare internazionali furono quelle del Grand Prix Feminine 1965 (Saint-Gervais-les-Bains, 27-29 gennaio), dove fu 15ª nella discesa libera, 14ª nello slalom speciale e 11ª nella combinata, mentre in campo nazionale ottenne gli ultimi piazzamento ai Campionati italiani 1966, dove vinse la medaglia d'oro nella discesa libera e nella combinata e quella di bronzo nello slalom gigante e nello slalom speciale.

## Palmarès

### Campionati italiani
- 13 medaglie[4]:
  - 2 ori (discesa libera, combinata nel 1966)
  - 3 argenti (slalom speciale nel 1960; slalom gigante nel 1964; discesa libera nel 1965)
  - 8 bronzi (discesa libera nel 1959; discesa libera, slalom speciale nel 1962; discesa libera, slalom speciale nel 1963; slalom gigante nel 1965; slalom gigante, slalom speciale nel 1966)